# Oldrik
Oldrik is een jongensnaam van Germaanse oorsprong. De naam is tweeledig. Het eerste lid is Odel-, Ol- of Ul-, wat "bodem" of "erfgrond" betekent. Het tweede deel is -rik, wat "machtig" betekent. De naam in zijn geheel betekent dus "machtig door zijn erfgrond". Als de d niet voor de r staat, is er een tweede mogelijkheid voor de herkomst van het eerste lid. Het zou dan ook afkomstig kunnen zijn van ald- (oud, volgroeid, volwassen).

## Varianten
De volgende namen (o.a.) zijn varianten of afgeleiden van Oldrik:
- Oldericus, Ollerk, Olrik, Ulrich, Ulrick, Uilerk

De naam komt ook in andere talen voor:
- Duits: Ulrich
- Fries: Uldrig, Uldrik, Ulrig, Ulrik
- Italiaans: Olderico, Ulderico
- Spaans: Ulrique
- Tsjechisch: Oldřich